# Liste des communes françaises de la Vendée ayant changé de nom au cours de la Révolution
Pour un article plus général, voir Liste des communes françaises ayant changé de nom au cours de la Révolution.
Cet article présente la liste des communes françaises de la Vendée ayant changé de nom au cours de la Révolution.

## Vendée
| Commune                                                                        | Nom révolutionnaire          | Notice Ehess-Cassini |
| ------------------------------------------------------------------------------ | ---------------------------- | -------------------- |
| Bernard (Le)                                                                   | Bonfond                      | no 3789              |
| Bouin                                                                          | Île-Marat                    | no 17483             |
| Chaize-le-Vicomte (La) ou Saint-Jean-de-la-Chaize                              | Basse-Chaize                 | no 7662              |
| Chaize-le-Vicomte (La) ou Saint-Jean-de-la-Chaize                              | Haute-Chaize                 | no 7662              |
| Champ-Saint-Père (Le)                                                          | Champ-Perdu                  | no 8012              |
| Chapelle-Achard (La)                                                           | Belle-Chasse                 | no 8172              |
| Chapelle-aux-Lys (La)                                                          | Bellevue                     | no 8185              |
| Chapelle-Hermier (La)                                                          | Josnay                       | no 8265              |
| Château-d'Olonne                                                               | Beau-Séjour                  | no 8640              |
| Château-Fromage (réunie à Bourg-sous-la-Roche puis La Roche-sur-Yon)           | Les Fromages                 | no 8647              |
| Château-Guibert                                                                | Fond-Guibert                 | no 8653              |
| Châteaumur (réunie à Les Châtelliers-Châteaumur)                               | Libre-Mur                    | no 8666              |
| Croix-de-Vie (réunie à Saint-Gilles-Croix-de-Vie)                              | Havre-de-Vie                 | no 11164             |
| Fontenay-le-Comte                                                              | Fontenay-le-Peuple           | no 14275             |
| Île-d'Yeu (L')                                                                 | Île-de-la-Réunion            | no 17494             |
| Île-d'Yeu (L')                                                                 | Rocher-de-la-sans-Culotterie | no 17494             |
| Jard (devenue Jard-sur-Mer)                                                    | Jard-la-Montagne             | no 17754             |
| Landeronde                                                                     | Bonne-Lande                  | no 18537             |
| Longeville (devenue Longeville-sur-Mer)                                        | Falerne                      | no 19935             |
| Mouilleron-le-Captif                                                           | Mouilleron-le-Libre          | no 24175             |
| Moutiers-les-Mauxfaits                                                         | Les Moutiers-Fidèles         | no 24329             |
| Noirmoutier (devenue Noirmoutier-en-l'Île)                                     | Île-de-la-Montagne           | no 25137             |
| Petit-Bourg-des-Herbiers (réunie aux Herbiers)                                 | Les Petits-Herbiers          | no 26597             |
| Pouzauges                                                                      | Pouzauges-la-Montagne        | no 27830             |
| Pouzauges-le-Vieux                                                             | Pouzauges-la-Vallée          | no 27831             |
| Saint-André-d'Ornay (réunie à La Roche-sur-Yon)                                | Les Minéraux                 | no 30412             |
| Saint-André-Goule-d'Oie                                                        | Goule-d'Oie                  | no 30418             |
| Saint-André-Treize-Voies                                                       | Treize-Voies                 | no 30426             |
| Saint-Aubin-des-Ormeaux                                                        | Aubin-la-Pierre              | no 30553             |
| Saint-Avaugourd-des-Landes                                                     | Les Palières                 | no 30595             |
| Saint-Benoist-sur-Mer                                                          | Bon-Marais                   | no 30685             |
| Saint-Christophe-du-Ligneron                                                   | Christophe-près-la-Boulogne  | no 30904             |
| Saint-Christophe-du-Ligneron                                                   | Le Ligneron                  | no 30904             |
| Saint-Cyr-des-Gâts                                                             | Les Gâts                     | no 31094             |
| Saint-Cyr-en-Talmondais                                                        | Haute-Plaine                 | no 31073             |
| Saint-Florent-des-Bois                                                         | Bois-Milon                   | no 31774             |
| Saint-Fulgent                                                                  | Fulgent-les-Bois             | no 31825             |
| Saint-Georges-de-Pointindoux                                                   | Carrière-Grisons             | no 31912             |
| Saint-Germain-de-Prinçay                                                       | Prinçay-le-Vineux            | no 32069             |
| Saint-Germain-l'Aiguiller                                                      | L'Aiguiller-sur-Maine        | no 32107             |
| Saint-Gilles-sur-Vie (réunie à Saint-Gilles-Croix-de-Vie)                      | Port-Fidèle                  | no 32182             |
| Saint-Hermand (réunie à Sainte-Hermine)                                        | Hermand-le-Guerrier          | no 32243             |
| Saint-Hilaire-de-Riez                                                          | La Révolution                | no 32301             |
| Saint-Hilaire-de-Talmont                                                       | Le Tanès                     | no 17146             |
| Saint-Hilaire-de-Voust                                                         | Le Pontreau                  | no 32309             |
| Saint-Hilaire-du-Bois (réunie à La Caillère-Saint-Hilaire)                     | La Courageuse                | no 32314             |
| Saint-Hilaire-la-Forêt                                                         | La Vineuse-en-Plaine         | no 32295             |
| Saint-Hilaire-le-Vouhis                                                        | La Vouray                    | no 32308             |
| Saint-Jean-de-Beugné                                                           | Beugné-en-Plaine             | no 4060              |
| Saint-Jean-de-Monts                                                            | Grands-Monts                 | no 32498             |
| Saint-Juire (devenue Saint-Juire-Champgillon)                                  | La Smagne                    | no 32630             |
| Saint-Julien-des-Landes                                                        | Landes                       | no 32691             |
| Saint-Laurent-de-la-Salle                                                      | La Salle                     | no 32850             |
| Saint-Mars-des-Prés (réunie à Chantonnay)                                      | La Prairiale                 | no 34058             |
| Saint-Mars-la-Réorthe                                                          | Le Val-la-Réorthe            | no 33189             |
| Saint-Martin-Lars (devenue Saint-Martin-des-Tilleuls)                          | Lars-la-Valeur               | no 33458             |
| Saint-Martin-de-Brem (réunie à Brem-sur-Mer)                                   | Havre-Fidèle                 | no 33295             |
| Saint-Martin-des-Noyers                                                        | Les Noyers                   | no 33379             |
| Saint-Maurice-des-Noues                                                        | Les Noues                    | no 33582             |
| Saint-Maurice-le-Girard                                                        | Vaugirard                    | no 33589             |
| Saint-Mesmin                                                                   | Beauvallon-sur-Sèvre         | no 33662             |
| Saint-Michel-en-l'Herm                                                         | L'Union-sur-Mer              | no 33731             |
| Saint-Michel-Mont-Mercure                                                      | Le Mont-Mercure              | no 33737             |
| Saint-Nicolas-de-Brem (réunie à Brem-sur-Mer)                                  | Bellevue                     | no 33793             |
| Saint-Ouen-des-Gâts (réunie aux Pineaux)                                       | Les Gâts                     | no 33849             |
| Saint-Paul-en-Pareds                                                           | La Regénérée                 | no 34009             |
| Saint-Philbert-du-Pont-Charrault (réunie à Chantonnay)                         | La Résolue                   | no 34058             |
| Saint-Pierre-du-Chemin                                                         | Chemin-sur-le-Lay            | no 34190             |
| Saint-Prouant                                                                  | La Draperie                  | no 34333             |
| Saint-Sigismond                                                                | Sigismond-les-Marais         | no 34661             |
| Saint-Sornin (réunie à Saint-Vincent-sur-Graon)                                | Les Bois                     | no 34710             |
| Saint-Sulpice-en-Pareds                                                        | La Fertile                   | no 34738             |
| Saint-Vincent-Fort-du-Lay (réunie à Saint-Vincent-Puymaufrais puis Bournezeau) | Fort-du-Lay                  | no 34995             |
| Saint-Vincent-Sterlanges                                                       | Le Gravereau                 | no 28328             |
| Saint-Vincent-sur-Graon                                                        | Le Graon                     | no 35002             |
| Saint-Vincent-sur-Jard                                                         | Le Goulet                    | no 35003             |
| Sainte-Cécile                                                                  | Petit-Lay                    | no 31269             |
| Sainte-Flaive-des-Loups                                                        | Louvetière                   | no 31369             |
| Sainte-Florence-de-l'Oie (devenue Sainte-Florence)                             | L'Hébergement-Idreau         | no 14067             |
| Sainte-Foy                                                                     | Le Désert                    | no 31376             |
| Sainte-Gemme-des-Bruyères (réunie à Tallud-Sainte-Gemme                        | Les Bruyères                 | no 31403             |
| Sainte-Hermine                                                                 | Hermine-sur-Smagne           | no 31426             |
| Sainte-Pexine                                                                  | Les Deux-Rives               | no 34052             |